# الفرقة الرابعة المدرعة
الفرقة الرابعة المدرعة هي إحدى الفرق التابعة للجيش الثالث الميداني بالقوات المسلحة المصرية، وتعتبر القوة الاحتياطية الأهم تحت يد القيادة العامة للقوات المسلحة باعتبارها أحد أكثر فرق الجيش تدريبا وتنظيما، يذكر أن الفرقة هي أول وحدة تدخل الدبابة M1A1 Abrams الخدمة بها.

## الوحدات التابعه لها
اللواء الثاني المدرع » الكتيبه 77 دبابات
الكتيبه 208 دبابات
الكتيبه 70 دبابات
الكتيبه 33 مشاه ميكانيكي
الكتيبه 602 دفاع جوي شلكا مطوره حديثه
اللواء السادس مشاه ميكانيكي
اللواء الثالث المدرع
اللواء 45 مدفعيه
كتائب القياده و السيطره » كتبيه الاشاره 
كتيبه 4 طب كتيبه دفاع جوي فوج المهندسين سريه الحرب الكيميائية سريه 9 شرطه عسكريه

## تاريخ
في اثناء حرب 67 وضعت الفرقة كاحتياطى القيادة وبعد قرار الانسحاب يوم 6 يونيو اصدر الفريق عبد المحسن مرتجي قائد القوات في سيناء اوامره للفرقة باحتلال منطقة الممرات وتأمين انسحاب القوات حتى الساعة الثانية عشرة ظهر يوم 7 يونيو.
في اثناء حرب أكتوبر وضعت الفرقة مرة أخرى كاحتياطي القيادة العامة تحت تصرف الفريق أول حينئذ أحمد إسماعيل علي وزير الحربية والقائد العام. وكانت أول مهماتها هي تأمين عبور القوات من يوم 6 أكتوبر، اما أول أدوارها الحقيقية فكانت عندما كلف اللواء الثالث المدرع أحد الوية الفرقة بقيادة العقيد نور الدين عبد العزيز بالعبور شرقاً والهجوم نحو منطقة الممرات ضمن عمليات تطوير الهجوم نحو الشرق يوم 14 أكتوبر 1973 في نطاق الجيش الثالث الميداني. عاني اللواء كثيراً قبل حتى أن يبدأ المعركة فبينما كان من المقرر تدعيمه بمفرزة من صواريخ ماليوتكا تعمل كستارة مضادة للدبابات بالإضافة لعدد من المدافع المضادة للطائرات الا أن هذا الدعم تأخر واضطرت القوات للتحرك بدونه، وكذلك بدأت عمليات اللواء بتمهيد نيراني بالمدفعية لمدة 15 دقيقة لكن بدون إحداثيات حول مواقع القوات الإسرائيلية لغياب عنصر الاستطلاع قبل التنفيذ وبالتالي فقد القصف اهميته، ثم استمرت الظروف السيئة بهجوم جوي إسرائيلي على اللواء قبل وصوله لأهدافه مما افقده بعض قطعه قبل بدء المعركة بالإضافة لوجود ضربة جوية كان من المقرر تنفيذها لدعم اللواء ولكن الغيت.
إلا أن المفاجئة التي كان يعدها اللواء والتي اعترف بها الإسرائيليون هي تغيير محور الهجوم فبينما كان الإسرائيليون يتوقعون الهجوم من الطريق العرضي المحور الرئيسي للتقدم إلا أن القوات التفت حول الجبل في وادى مبعوق وهاجمت القوات المعادية من اليمين من طريق امن بدون اى كمائن أو وحدات تأمين إسرائيلية وهو ما شكل مفاجئة للعدو وبرغم ذلك كان الموقف يسير في غير صالح اللواء نتيجة شدة القصف المعادى وتزود العدو بصواريخ مضادة للدبابات تحت حماية جوية مما أدى لزيادة خسائر اللواء واستشهد العقيد نور الدين قائده واضطر اللواء للعودة لرأس كوبري القوات المصرية. وبرغم الفشل فإنه يحسب للواء انه وصل إلى أبعد نقطة وصل اليها الجندى المصري خلال الحرب حيث قطع 25 كيلومتراً شرق القناة وغدا على مدخل ممر متلا.
أما الدور الذي لأجله اشتهرت به الفرقة فهو دورها في ثغرة الدفر سوار حينما قام العميد محمد عبد العزيز قابيل قائد الفرقة بقتال القوات الإسرائيلية غرب القناة وحصرها داخل الثغرة لعدم توسعها غربا وهو الدور الذي ثمنه الرئيس محمد أنور السادات فيما بعد في مذكراته وامتدح العميد قابيل حيث حصر قوات العدو بن السويس والإسماعيلية في مساحة تحتاج لثلاث فرق لشغلها.